# روزکوخوو (استان اوپوله)
روزکوخوو (به لهستانی: Rozkochów) یک منطقهٔ مسکونی در لهستان است که در گمینا والتسه واقع شده‌است. روزکوخوو ۶۴۰ نفر جمعیت دارد.